# المريمات الثلاثة

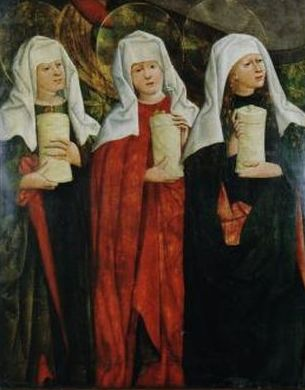
المريمات الثلاث عند القبر، للفنان البولندي نيكولاي هابرشراك، من القرن الخامس عشر

المريمات الثلاث عند القبر. منمنمة أرمنية من إنجيل كره بيت من التامار، 1463.

المريمات الثلاث هن ثلاث نساء ورد ذكرهن في العهد الجديد، كانت كل منهما تحمل اسم «مريم» أو درج التقليد المسيحي على تسميتها بهذا الاسم، وتضعهن التقاليد المسيحية الأرثوذكسية الشرقية في عداد من لقّبن بحاملات المر.
تُجمع الأناجيل الأربعة على ذكر أن نساء ذهبن إلى قبر يسوع، ولكن ينفرد إنجيل مرقس بالإشارة إلى المريمات الثلاث معًا، وهن:
- مريم المجدلية
- مريم أم يعقوب
- سالومة (التي يسميها هذا التقليد مريم سالومة)

أما الأناجيل الأخرى فتشير إشارات مختلفة إلى عدد وهوية النساء اللائي زرن القبر:
- يوحنا (20: 1) لا يسمي إلا مريم المجدلية[2]، غير أنه يجعلها تستخدم صيغة الجمع قائلة: «لسنا نعلم أين وضعوه» (يوحنا 20: 2).
- متى يقول إن مريم المجدلية و«مريم الأخرى» جاءتا لتنظرا القبر[3]
- لوقا (24: 10) يتحدث عن مريم المجدلية ويونا ومريم أم يعقوب ويضيف إليهن «الباقيات معهن»، وكان قد تحدث في الإصحاح السابق عن «نساء كن قد اتين معه من الجليل... نظرن القبر وكيف وُضع جسده».[4]

## المريمات الثلاث، بنات حنة
انتشرت في أوروبا في منتصف القرن التاسع الميلادي أسطورة تقول إن القديسة حنة (أم مريم العذراء) كانت لها ثلاث بنات من ثلاثة أزواج مختلفين حملت كل منهن اسم مريم، وأشارت الأسطورة إليهن باسم «المريمات الثلاث»، وهن:
- مريم أم يسوع
- مريم زوجة كلوبا
- سالومة (التي يسميها هذا التقليد مريم سالومة).

غير أن مجمع ترنت (الذي عقد في منتصف القرن السادس عشر) رفض الاعتراف بهذه الأسطورة.